# Owain Yeoman
Owain Yeoman (ur. 2 lipca 1978 w Walii) – brytyjski aktor, który wystąpił w trzech serialach The Nine, Kill grill (Kitchen Confidential) oraz Mentalista. Zagrał Lysandera w filmie Troja, grał rolę epizodyczną w filmie Brokena Lizarda Beerfest oraz wystąpił gościnnie w serialu Morderstwa w Midsomer. 
Zagrał również rolę terminatora T-888 w pilotażowym odcinku serialu Terminator: Kroniki Sary Connor natomiast w serialu Mentalista wciela się w postać agenta Kalifornijskiego Biura Śledczego – Wayne'a Rigsby'ego. Owain Yeoman studiował teatr w Royal Academy of Dramatic Art w Londynie.
W 2006 poślubił Lucy Davis, z którą rozwiódł się w 2011 roku.
Od 2013 jego żoną jest Gigi Yallouz.